# Zeb Wells
Zeb Wells est un réalisateur, scénariste et auteur de bande dessinée américain principalement connu pour son travail sur la licence Marvel et sur les séries télévisées Robot Chicken et SuperMansion.

## Filmographie

### Réalisateur
- 2012-2014 : Robot Chicken (41 épisodes)
- 2013 : Übermansion
- 2014 : Robot Chicken DC Comics Special II: Villains in Paradise
- 2015 : Robot Chicken DC Comics Special III: Magical Friendship
- 2015 : SuperMansion (13 épisodes, créateur)
- 2016 : Shifty

### Scénariste
- 2007-2014 : Robot Chicken (43 épisodes)
- 2008 : Robot Chicken: Star Wars Episode II
- 2009 : Titan Maximum (8 épisodes)
- 2010 : Robot Chicken: Star Wars Episode III
- 2010-2011 : Team Unicorn (2 épisodes)
- 2012 : Saber (1 épisode)
- 2012 : Robot Chicken: DC Comics Special
- 2013 : Übermansion
- 2014 : Robot Chicken DC Comics Special II: Villains in Paradise
- 2015 : Hell and Back
- 2015-2017 : SuperMansion (24 épisodes)
- 2016 : Star Wars Detours
- 2018 : New Warriors
- 2024 : Deadpool et Wolverine de Shawn Levy

### Acteur
- 2008 : Robot Chicken: Star Wars Episode II : Dengar, officier impérial et Youngling
- 2009 : Titan Maximum : plusieurs personnages (2 épisodes)
- 2009-2016 : Robot Chicken : le gardien de la crypte, Sinestro et autres personnages (12 épisodes)
- 2010 : Robot Chicken: Star Wars Episode III : Dengar
- 2012 : Robot Chicken: DC Comics Special : Sinestro et le monstre du marais
- 2014 : Robot Chicken: DC Comics Special II: Villains in Paradise : Sinestro, le monstre du marais et Capitaine Cold
- 2014 : Beach Bros! : une méduse
- 2015 : Robot Chicken DC Comics Special III: Magical Friendship : Green Arrow et le monstre du marais
- 2015-2017 : SuperMansion : Jewbot, Groaner et Robobot (24 épisodes)
- 2016 : Star Wars Detours : Dengar

### Producteur
- 2013 : Übermansion
- 2015-2017 : SuperMansion (24 épisodes)